# Internationale Cricket-Saison 1993/94
Die internationale Cricket-Saison 1993/94 fand zwischen September 1993 und April 1994 statt. Als Wintersaison wurden vorwiegend Heimspiele der Mannschaften aus Südasien, der Karibik und Ozeanien ausgetragen.

## Überblick

### Internationale Touren
| Beginn            | Heimteam    | Auswärtsteam | Resultate | Resultate | Artikel |
| Beginn            | Heimteam    | Auswärtsteam | Test      | ODI       | Artikel |
| ----------------- | ----------- | ------------ | --------- | --------- | ------- |
| 12. November 1993 | Australien  | Neuseeland   | 2–0 [3]   |           | Artikel |
| 1. Dezember 1993  | Pakistan    | Simbabwe     | 2–0 [3]   | 3–0 [3]   | Artikel |
| 1. Dezember 1993  | Sri Lanka   | West Indies  | 0–0 [1]   | 1–1 [3]   | Artikel |
| 26. Dezember 1993 | Australien  | Südafrika    | 1–1 [3]   |           | Artikel |
| 18. Januar 1994   | Indien      | Sri Lanka    | 3–0 [3]   | 2–1 [3]   | Artikel |
| 10. Februar 1994  | Neuseeland  | Pakistan     | 1–2 [3]   | 1–3 [5]   | Artikel |
| 16. Februar 1994  | West Indies | England      | 3–1 [5]   | 3–2 [5]   | Artikel |
| 4. März 1994      | Südafrika   | Australien   | 1–1 [3]   | 4–4 [8]   | Artikel |
| 19. März 1994     | Neuseeland  | Indien       | 0–0 [1]   | 2–2 [4]   | Artikel |

### Internationale Turniere
| Beginn           | Turnier                              | Land                         |
| ---------------- | ------------------------------------ | ---------------------------- |
| 28. Oktober 1993 | Pepsi Champions Trophy 1993/94       | Vereinigte Arabische Emirate |
| 7. November 1993 | C. A. B. Jubilee Tournament 1993/94  | Indien                       |
| 9. Dezember 1993 | Benson & Hedges World Series 1993/94 | Australien                   |
| 13. April 1993   | Pepsi Austral-Asia Cup 1993/94       | Vereinigte Arabische Emirate |

### Internationale Touren (Frauen)
| Beginn          | Heimteam   | Auswärtsteam | Resultate | Artikel |
| Beginn          | Heimteam   | Auswärtsteam | WODI      | Artikel |
| --------------- | ---------- | ------------ | --------- | ------- |
| 17. Januar 1994 | Neuseeland | Australien   | 2–1 [3]   | Artikel |

## Nationale Meisterschaften
Aufgeführt sind die nationalen Meisterschaften der Full Member des ICC.
| Land                              | First-Class                     | List A                           |
| --------------------------------- | ------------------------------- | -------------------------------- |
| Australien                        | Sheffield Shield 1993/94        | Mercantile Mutual Cup 1993/94    |
| Indien                            | Ranji Trophy 1993/94            | Ranji Trophy One Day 1993/94     |
| Duleep Trophy 1993/94             | Deodhar Trophy 1993/94          |                                  |
| Irani Cup 1993/94                 |                                 |                                  |
| Neuseeland                        | Shell Trophy 1993/94            | Shell Cup 1993/94                |
|                                   | Plunket Shield 1993/94          |                                  |
| Pakistan                          | Quaid-e-Azam Trophy 1993/94     | Wills Cup 1993/94                |
| BCCP Patron’s Trophy 1993/94      | Wills Gold Flake League 1993/94 |                                  |
| Simbabwe                          | Logan Cup 1993/1994             |                                  |
| Sri Lanka                         | Saravanamuttu Trophy 1993/94    | Premadasa Trophy 1993/94         |
| Singer President’s Trophy 1993/94 |                                 |                                  |
| Südafrika                         | Castle Cup 1993/94              | Benson and Hedges Series 1993/94 |
| UCB Bowl 1993/94                  |                                 |                                  |
| West Indies                       | Red Stripe Cup 1993/94          | Geddes Grant Shield 1993/94      |